# Přepeře (Mladá Boleslav-i járás)
Přepeře település Csehországban, a Mladá Boleslav-i járásban. Přepeře Dolní Bousov, Kněžmost, Obruby és Dobšín településekkel határos. Lakosainak száma 117 fő (2024. január 1.).

## Népesség
A település lakosságának változását az alábbi diagram mutatja:
| Lakosok száma | 365  | 383  | 334  | 197  | 176  | 116  | 126  | 126  | 115  | 117  |
|               | 1869 | 1890 | 1921 | 1950 | 1980 | 2001 | 2017 | 2019 | 2022 | 2024 |